# Anders Rydberg
Anders Rydberg (Göteborg, 1903. március 3. – 1989. október 26.) svéd válogatott labdarúgókapus.
A svéd válogatott tagjaként részt vett az 1934-es világbajnokságon.